# NGC 3983
NGC 3983 este o astronomical radio source⁠(d) situată în constelația Leul. A fost descoperită în 10 aprilie 1785 de către William Herschel. Se află la o distanță de 64,37 de megaparseci de Pământ.